# Xẩm

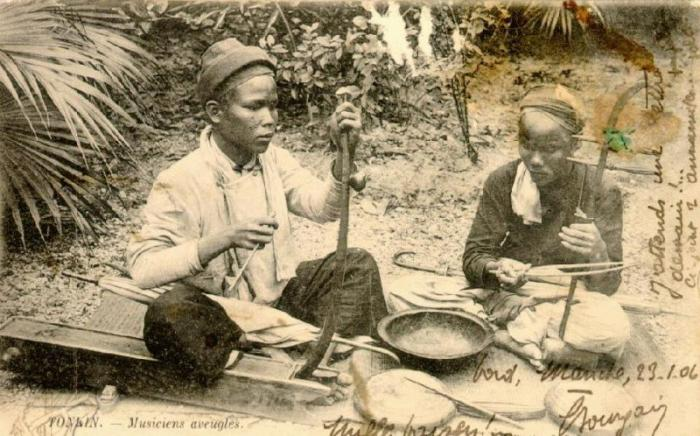
Những người hát xẩm ở Hải Phòng thời thuộc Pháp.

Xẩm là một loại hình dân ca của Việt Nam, phổ biến ở đồng bằng và trung du Bắc Bộ. "Xẩm" còn được dùng để chỉ những người hành nghề hát xẩm. Nghệ nhân Hà Thị Cầu (1928–2013) được coi là người hát xẩm cuối cùng của thế kỷ XX và tỉnh Ninh Bình đang có những nỗ lực đệ trình UNESCO công nhận hát xẩm là di sản văn hóa thế giới cần được bảo vệ khẩn cấp.
Hát Xẩm xưa thường là một hình thức mưu sinh của những người dân, ngày nay nghệ thuật xẩm được sân khấu hóa và đưa vào phục vụ khách du lịch. Xẩm đa số được biểu diễn ở chợ, đường phố, nơi đông người qua lại. Hát xẩm có tính ngẫu hứng và người biểu diễn có thể bật ra câu hát ngay khi thể hiện.

## Truyền thuyết về nguồn gốc
Theo các tài liệu nghiên cứu, hát Xẩm được hình thành khoảng thế kỷ thứ XIV. Từ khi ra đời đến khoảng nửa đầu thế kỷ XX, hát Xẩm được gọi với những tên khác nhau như hát rong, hát dạo… Nhưng trên thực tế, hát Xẩm là thể loại âm nhạc dân gian chuyên nghiệp, một lối diễn xướng dân gian độc đáo trong kho tàng âm nhạc cổ truyền của dân tộc, với lối kể tích sâu sắc, khéo léo và hấp dẫn.
Theo truyền thuyết, đời nhà Trần, vua cha Trần Thánh Tông có hai hoàng tử là Trần Quốc Toán và Trần Quốc Đĩnh. Do tranh giành quyền lực nên Trần Quốc Đĩnh bị Trần Quốc Toán hãm hại, chọc mù mắt rồi đem bỏ giữa rừng sâu. Tỉnh dậy, hai mắt mù lòa nên Trần Quốc Đĩnh chỉ biết than khóc rồi thiếp đi. Trong mơ bụt hiện ra dạy cho ông cách làm một cây đàn với dây đàn làm bằng dây rừng và gảy bằng que nứa. Tỉnh dậy, ông mò mẫm làm cây đàn và thật lạ kỳ, cây đàn vang lên những âm thanh  hay khiến chim muông sà xuống nghe và mang hoa quả đến cho ông ăn. Sau đó, những người đi rừng nghe tiếng đàn đã tìm thấy và đưa ông về. Trần Quốc Đĩnh dạy đàn cho những người nghèo, người khiếm thị. Tiếng đồn về những khúc nhạc của ông lan đến tận hoàng cung, vua cho mời ông vào hát và nhận ra con mình. Trở lại đời sống cung đình, nhưng Trần Quốc Đĩnh vẫn tiếp tục mang tiếng đàn, lời ca dạy cho người dân để họ có nghề kiếm sống. Hát xẩm đã ra đời từ đó và Trần Quốc Đĩnh được suy tôn là ông tổ nghề hát xẩm nói riêng cũng như hát xướng dân gian Việt Nam nói chung. Người dân lấy ngày 22 tháng 2 và 22 tháng 8 âm lịch làm ngày giỗ của ông. Trung tâm Phát triển Nghệ thuật Âm nhạc Việt Nam thuộc Hội Nhạc sĩ Việt Nam đã lập ra một giải thưởng mang tên Trần Quốc Đĩnh nhằm tôn vinh, hỗ trợ các nghệ nhân, nghệ sĩ, nhà sưu tầm, nhà nghiên cứu, nhà báo có công lao, đóng góp cho lĩnh vực âm nhạc truyền thống và trao giải lần đầu tiên năm 2008.
Tuy nhiên, theo chính sử thì vua Trần Thánh Tông không có hoàng tử tên Đĩnh hay Toán. Thái tử con vua Thánh Tông tên là Khảm, sau lên ngôi là vua Nhân Tông; một người con nữa là Tá Thiên vương. Vì vậy nguồn gốc hát xẩm là dựa trên thánh tích chứ không truy được ra trong chính sử.

## Nhạc cụ
Bộ nhạc cụ đơn giản nhất để hát xẩm chỉ gồm đàn nhị và Sênh sứa. Nhóm hát xẩm đông người có thể dùng thêm đàn bầu, trống mảnh và phách bàn. Có tài liệu cho rằng đàn bầu khởi thủy là nhạc cụ đặc trưng của hát xẩm, sau do đàn nhị dễ chơi hơn và có âm lượng tốt hơn (phù hợp với chỗ đông người) nên thường được sử dụng. Để thay cho đàn nhị truyền thống, có thể dùng đàn gáo. Đây là loại đàn được phát triển từ đàn nhị nhưng to và dài hơn, thích hợp khi đệm cho giọng trầm. Sênh dùng đệm nhịp cho hát xẩm có thể là sênh sứa (gồm hai thanh tre hoặc gỗ) hoặc sênh tiền (có gắn thêm những đồng tiền kim loại để tạo âm thanh xúc xắc). Ngoài ra trống cơm, sáo và thanh la cũng có thể hiện diện trong hát xẩm.

## Phân loại và làn điệu
Xẩm có hai làn điệu chính là xẩm chợ và xẩm cô đào. "Hát xẩm chợ, điệu hát mạnh, những tiếng đệm, tiếng đưa hơi đều hát nổi tiếng bằng lời hát chính và đệm đàn bầu hay nhị với sênh phách; còn hát xẩm cô đào thì điệu hát dịu dàng hơn, những tiếng đệm và tiếng đưa hơi lẫn vào lời chính, cốt giúp cho có nhiều dư âm và bắt khúc được dễ dàng. Hát xẩm cô đào đệm đàn đáy và sênh phách, không dùng đàn bầu và nhị.". Ngoài ra, xẩm còn sử dụng nhiều làn điệu dân ca của vùng đồng bằng Bắc Bộ khác như trống quân, cò lả, hát ví, ru em, quan họ, chèo,... hoặc ngâm thơ các điệu bồng mạc, sa mạc. Các làn điệu dân ca khác khi được dùng trong hát xẩm đã được "xẩm hóa" theo phong cách đặc trưng của xẩm. Trên thực tế, cách gọi tên các loại xẩm không phải theo làn điệu mà theo một số tiêu thức khác:
- Tên bài xẩm nổi tiếng: xẩm thập ân (theo tên bài xẩm ca ngợi công đức của cha mẹ), xẩm anh Khoá (theo tên bài thơ được hát theo điệu xẩm Tiễn chân anh Khoá xuống tàu của Á Nam Trần Tuấn Khải), Xẩm quê choa,...
- Theo mục đích, nội dung bài xẩm: xẩm dân vận (được chính quyền khuyến khích sáng tác để tuyên truyền, vận động quần chúng)...
- Theo môi trường biểu diễn: ngoài xẩm chợ và xẩm cô đầu (hay còn gọi là xẩm nhả tơ, xẩm ba bậc, xẩm nhà trò, xẩm huê tình) sau này còn có một dòng xẩm của Hà Nội gọi là xẩm tàu điện thường được hát trên tàu điện.
- Theo địa phương có hát xẩm Hà Nội, hát xẩm Ninh Bình, hát xẩm Hải Phòng... Miền Trung và miền Nam cũng có thể loại hát xẩm tuy khác ngoài Bắc. Xẩm miền Trung lấy bài bản từ ca Huế trong khi miền Nam gọi là "nói thơ" chẳng hạn như "nói thơ Lục Vân Tiên".[6]

## Ca từ
Ca từ của xẩm chủ yếu là thơ lục bát, lục bát biến thể có thêm các tiếng láy, tiếng đệm cho phù hợp với làn điệu. Nội dung của các bài xẩm có thể mang tính tự sự như than thân trách phận; nêu gương các anh hùng, liệt sĩ hay châm biếm những thói hư, tật xấu... hoặc trữ tình. Những bài thơ thường được diễn ca trong hát xẩm: thơ Nguyễn Khuyến, Tản Đà, Nguyễn Bính...
Nghệ thuật hát xẩm được xếp vào loại "trung ca" cùng với hát chèo, đặt bên cạnh tuồng là "võ ca" còn ca trù là "văn ca". Gọi là "trung ca" có thể vì nội dung nhắc nhiều đến lòng trung thực, hiếu nghĩa, hoặc vì sắc thái biểu diễn không quá mạnh mẽ hay hàn lâm, mà chú trọng vào dung hòa với năng khiếu của người hát.

## Hát xẩm ngày nay
Từ khi ra đời cho đến giữa thế kỷ XX, hát xẩm được nhiều người khiếm thị sử dụng làm nghề kiếm sống nơi bến đò, chợ búa hay lang thang trên những nẻo đường... Họ tổ chức thành các phường hội để truyền nghề và giúp đỡ lẫn nhau trong đời sống. Vào cuối năm 1954 đầu 1955, để chống lại việc người dân miền Bắc di cư vào miền Nam sau Hiệp định Genève, chính quyền Việt Nam Dân chủ Cộng hoà đã tập trung nhiều nhóm hát xẩm (gồm nhiều nghệ nhân xẩm của các vùng Thái Bình, Ninh Bình, Nam Định, Hải Dương, Bắc Ninh, Hà Nội...), cử người viết bài và đến các vùng duyên hải phía Bắc biểu diễn nhằm vận động nhân dân không di cư. Sau đó, khi Hội Người mù được thành lập, những người hát xẩm được dạy nghề về thủ công và chuyển sang sống bằng nghề mới này nên xẩm dần vắng bóng. Hát xẩm hiện nay chỉ đôi khi xuất hiện trên sóng phát thanh, sân khấu như một tiết mục văn nghệ thuần túy do những diễn viên chuyên nghiệp biểu diễn chứ hát xẩm không còn tồn tại với hình thái xã hội vốn có của nó. Gần đây, khi công tác sưu tầm, nghiên cứu, bảo tồn dân ca được chú trọng, các nghệ nhân hát xẩm hiếm hoi còn lại như bà Hà Thị Cầu đã được tổ chức truyền lại cho thế hệ sau loại hình dân ca này. Sau mấy chục năm gián đoạn, ngày 29 tháng 3 năm 2008 (22 tháng 2 âm lịch), lễ giỗ tổ nghề hát xẩm cũng đã được phục hồi và tổ chức một cách trọng thể tại Quốc tử giám, Hà Nội. Thời gian gần đây, được sự đồng ý của Sở Văn hoá, Du lịch và Thể thao Hà Nội cùng với sự tài trợ của một số doanh nghiệp; các nghệ sĩ Xuân Hoạch, Văn Ty, Thanh Ngoan, Đoàn Thanh Bình thường tổ chức các buổi biểu diễn nghệ thuật hát xẩm vào tối thứ 7 hàng tuần tại trước cổng chợ Đồng Xuân, quận Hoàn Kiếm trong khuôn khổ các hoạt động văn hóa nghệ thuật tiến tới kỷ niệm 1000 năm Thăng Long - Hà Nội.

## Đề cử hát xẩm là di sản thế giới
Ngày 26/11/2011, Nhà hát Chèo Ninh Bình đã tổ chức lễ khai trương công trình khôi phục, bảo tồn và phát triển nghệ thuật hát xẩm nhằm sưu tầm, biên soạn, truyền dạy và phổ biến các bài hát xẩm theo các làn điệu cổ truyền, dàn dựng chương trình hát xẩm, bảo tồn, phát triển nghệ thuật hát xẩm. Các nghệ sĩ đã sưu tầm các làn điệu, các bài hát xẩm cổ truyền, biên soạn chương trình và trực tiếp truyền dạy nghệ thuật hát xẩm cho các diễn viên, nhạc công Nhà hát Chèo Ninh Bình và các diễn viên quần chúng ở xã Yên Phong (Yên Mô) - quê hương của nghệ nhân Hà Thị Cầu. Theo kế hoạch, đến tháng 12/2011, Dự án sẽ được báo cáo phần khung với lãnh đạo tỉnh Ninh Bình. Đồng thời, thông qua các hoạt động của Dự án cũng chính là bước đệm để trình UNESCO công nhận hát xẩm là Di sản văn hóa phi vật thể của Thế giới.
Liên hoan hát Xẩm các tỉnh khu vực phía Bắc - Ninh Bình năm 2019 đã diễn ra từ ngày 3-5/12/2019 tại Trung tâm hội nghị tỉnh Ninh Bình với sự tham gia của các nghệ nhân, nghệ sĩ thuộc 15 câu lạc bộ hát Xẩm các tỉnh, thành phố: Hà Nội, Tp HCM, Vĩnh Phúc, Quảng Ninh, Hải Phòng, Thái Bình, Nam Định, Ninh Bình, Thanh Hóa, Nghệ An. Sau đó, Ban tổ chức có kế hoạch xây dựng những điều kiện để làm hồ sơ đề nghị UNESCO công nhận là di sản văn hóa phi vật thể của nhân loại.
Tại Năm Du lịch quốc gia 2021 do Ninh Bình đăng cai đã tổ chức Hội thảo Quốc tế về Nghệ thuật hát Xẩm vào ngày 7/12/2021.. Đây là một trong những lộ trình để đề nghị UNESCO công nhận hát xẩm là di sản văn hóa thế giới phi vật thể.
Tháng 1/2022, Hát Xẩm tại các huyện Yên Mô, huyện Kim Sơn và thành phố Hoa Lư của tỉnh Ninh Bình đã được công nhận là di sản văn hóa phi vật thể quốc gia.

## Những nghệ nhân, nhà nghiên cứu
- Nghệ nhân hát xẩm: NSƯT Hà Thị Cầu (Ninh Bình), người được coi là " Người hát Xẩm cuối cùng của thế kỉ XX"
- Các nghệ nhân cao tuổi như: Vũ Đức Sắc (Hà Nội), Thân Đức Chinh (Bắc Giang), Nguyễn Văn Khôi (Hà Nội), Minh Sen, Tô Quốc Phương (Thanh Hoá)... Các nghệ nhân đã mất như: Trùm Khoản (Sơn Tây), Chánh Trương Mậu (Ninh Bình – chồng nghệ nhân Hà Thị Cầu), Đào Thị Mận (Hưng Yên)
- Nhà nghiên cứu: Vũ Ngọc Phan, Trần Văn Khê, Trần Việt Ngữ, Hoàng Kiều, Thao Giang...
- Nghệ sĩ nhân dân Xuân Hoạch, Nghệ sĩ nhân dân Thanh Ngoan, Nghệ sĩ Mai Tuyết Hoa, Nghệ sĩ nhân dân Mai Thủy, Nghệ sĩ nhân dân Thúy Ngần.
- Nghệ sĩ Dương Ngọc Thành Tài (Tài Dương).

## Các câu lạc bộ Xẩm
Một số câu lạc bộ xẩm nổi tiếng:
- Câu lạc bộ xẩm Hà Thành (Hà Nội)
- Câu lạc bộ xẩm Hải Thành (Hải Phòng)
- Câu lạc bộ xẩm chợ Đồng Xuân (Hà Nội)
- Câu lạc bộ xẩm Yên Nhân (Yên Mô, Ninh Bình)
- Câu lạc bộ xẩm xã Yên Phong (Yên Mô, Ninh Bình)
- Và một số CLB xẩm tại Quảng Ninh, Nam Định, Vĩnh Phúc, Thái Bình, Thanh Hóa